# Tribunale di prossimità
In Francia, il tribunale di prossimità è una camera di un tribunale giudiziario situata fuori dalla sua sede. Nel 2020 succede al tribunale d'istanza per i comuni che in precedenza non disponevano di un tribunale di grande istanza.

## Storia
I tribunali d'istanza furono creati nel 1958 per sostituire i giudici di pace. Mentre c'era un giudice di pace per città, i tribunali distrettuali sono solo pochi per dipartimento.
La "legge di orientamento e programmazione per la giustizia del 2002" ha creato la giurisdizione locale che in alcuni casi sostituisce il magistrato. La giurisdizione locale è stata abolita nel 2017 e, al fine di riorientare i tribunali d'istanza sulla giustizia civile, i tribunali di polizia situati nei tribunali d'istanza sono stati trasferiti ai tribunali di grande istanza.
La "legge di programmazione 2018-2022 e della riforma della giustizia" prevede la fusione dei tribunali d'istanza con i tribunali di grande istanza.
Così il 1º gennaio 2020:
- il tribunale di grande istanza e il tribunale d'istanza situati nello stesso comune diventano tribunale giudiziario;
- gli altri tribunali d'istanza diventano una camera locale del tribunale giudiziario chiamata "tribunale di prossimità".[2]

## Competenze
I principali poteri di questo tribunale, definiti dal codice di organizzazione giudiziaria nel suo articolo D212-19-1, sono elencati nella Tabella IV-II ad esso allegata e comprendono in particolare:
- cause civili il cui valore in controversia non superi i 10.000 euro6 (salvo disposizioni contrattuali o consenso volontario o tacito delle parti come previsto dall'articolo 41 del CPC);
- controversie relative a crediti al consumo;
- sovraindebitamento, il cui contenzioso è suddiviso tra quattordici tribunali distrettuali ai sensi del decreto n. 2011-981 del 23 agosto 2011;
- pignoramento dei guadagni e assegnazione della remunerazione del lavoro;
- alcune controversie in caso di controversie relative a elezioni politiche e professionali, nomine sindacali all'interno di società.

Il ruolo del tribunale di prossimità è cercare di riconciliare le parti e non emettere una sentenza. La conciliazione può essere delegata a un conciliatore che officia gratuitamente.

## Composizione e funzionamento
I tribunali di prossimità sono composti, per i più importanti di essi, da diversi giudici, il cui numero varia a seconda del volume delle controversie in tribunale, ma il tribunale d'istanza decide sempre con un unico giudice:
- i giudici sono magistrati professionisti;
- il giudice del tribunale di prossimità ha il potere di decidere in procedimenti sommari;
- la rappresentanza e l'assistenza di un avvocato non è obbligatoria;
- ai sensi dell'articolo 828 del codice di procedura civile:

- un avvocato;
- il coniuge;
- come previsto dall'articolo 2 della legge 2007-1787 del 20 dicembre 2007 sulla semplificazione della legge, il loro partner o la persona con cui hanno stipulato un patto civile di solidarietà;
- i loro genitori o alleati in linea diretta;
- i loro genitori o alleati in linea di garanzia fino al terzo grado compreso;
- persone esclusivamente legate al proprio servizio personale o alla propria impresa.
Lo Stato, i dipartimenti, i comuni e gli enti pubblici possono essere rappresentati o assistiti da un funzionario o da un agente della loro amministrazione.
Il rappresentante, se non è un avvocato, deve giustificare un potere speciale.»
Le sentenze del tribunale di prossimità sono pronunciate in ultima istanza per controversie il cui interesse è inferiore o uguale a 4.000 euro e in appello oltre. Nel primo caso è concesso solo il ricorso in cassazione. L'appello è possibile anche quando l'importo della richiesta è indeterminato.